# Fernando Scheffer
Fernando Muhlenberg Scheffer (* 6. April 1998 in Canoas) ist ein brasilianischer Schwimmer.
Seine ersten internationalen Erfolge feierte Scheffer bei den Südamerikaspielen 2018 in Cochabamba mit dem Gewinn zweier Goldmedaillen über 200 m Freistil und 4 × 200 m Freistil. Auch mit der Staffel über 4 × 100 m Freistil errang er eine Medaille – die silberne. Am Ende desselben Jahres gewann er bei den Kurzbahnweltmeisterschaften in Hangzhou Gold über 4 × 200 m Freistil. Auch 2019 gewann der Brasilianer zahlreiche Medaillen. So sicherte er sich zunächst bei den Panamerikanischen Spielen in Lima zwei Mal Gold – über 200 m Freistil und 4 × 200 m Freistil – und ein Mal Silber über 400 m Freistil. Im Anschluss gewann er bei den Militärweltspielen im Oktober 2019 in Wuhan Gold über 4 × 100 m Freistil. Über 200 m Freistil und 4 × 200 m Freistil errang er Silbermedaillen. Im Jahr 2021 nahm er an den Olympischen Spielen in Tokio teil. In Japan erreichte er mit der Staffel über 4 × 200 m Freistil Rang acht, im Einzelwettbewerb über 200 m Freistil gewann er Bronze.